# Experiment van Hershey en Chase

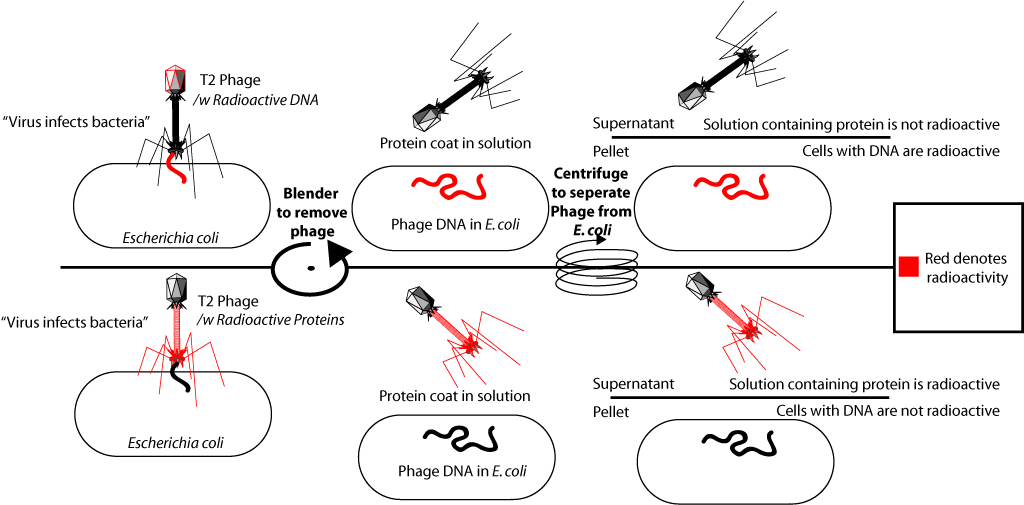
Overzicht van het experiment

Het experiment van Hershey en Chase was een serie genetische experimenten die in 1952 werden uitgevoerd door Alfred Hershey en Martha Chase. Met deze experimenten bewezen ze dat DNA het molecuul was waarmee erfelijke eigenschappen worden doorgegeven, iets dat in 1944 al deels was aangetoond door het experiment van Avery, MacLeod en McCarty. Tot die tijd dachten veel biologen dat proteïnen deze rol vervullen.

## Achtergrond

Structureel overzicht van de T2-faag

Hershey en Chase voerden hun experiment uit op de T2-faag, een virus waarvan de structuur kort daarvoor was aangetoond met behulp van elektronenmicroscopie. De faag bestaat uit een proteïne-omhulsel met daarin genetisch materiaal. De faag infecteert bacteriën door zich vast te hechten aan het buitenste membraan, en dan zijn genetische materiaal in de bacterie te injecteren. Daardoor gaat de bacterie meer van dit virus produceren.

## Experiment
In een van de eerste experimenten labelden Hershey en Chase het DNA van de fagen met radioactief fosfor-32, een element dat aanwezig is in DNA, maar niet in een van de 20 aminozuren waarvan proteïnes zijn gemaakt. Daarna lieten ze de faag E. coli infecteren. Vervolgens verwijderden ze de proteïneomhulsels van de geïnfecteerde cellen met behulp van een blender en een centrifuge. Naderhand bleek het radioactieve label alleen zichtbaar te zijn in de bacteriën, en niet in de proteïne-omhulsels.
Bij een tweede experiment labelden ze de faag met radioactief zwavel-35, een element dat voorkomt in de aminozuren cysteïne en methionine, maar niet in DNA. Ook nu lieten ze de faag E. coli infecteren, waarna de proteïne-omhulsels van de bacteriën werden gescheiden. Nu bleek bij het nameten dat het radioactieve label wel aanwezig was in de proteïne-omhulsels, maar niet in de geïnfecteerde bacteriën. Dit bewees dat het genetische materiaal dat door de faag werd geïnjecteerd bij de bacterie uit DNA bestond, en niet uit proteïnes.

## Geciteerde literatuur
- Hershey, A.D. and Chase, M. (1952) Independent functions of viral protein and nucleic acid in growth of bacteriophage. J Gen Physiol. 36:39-56.